# Ryan Gracie
Ryan Gracie (Rio de Janeiro, 14 de agosto de 1974 — São Paulo, 15 de dezembro de 2007) foi um lutador brasileiro de Jiu-Jitsu. Ryan é membro da família Gracie, filho de Vera Lucia Gracie e Robson Gracie, neto de Carlos Gracie e sobrinho neto de Hélio Gracie o criador do Brazilian Jiu-Jítsu. Ryan é irmão de Renzo Gracie, Ralph Gracie, Robson Gracie Jr, Charles Gracie, Keila Gracie e Flavia Gracie. Também é pai de Rayron Gracie, nascido em 8 de dezembro de 2001.
Ryan foi o idealizador do projeto Kapacidade, que usa o jiu-jítsu como ferramenta de inclusão social, visando educar, capacitar, elevar a auto estima e criar novos cidadãos. Hoje o projeto é tocado pela sobrinha Kyra Gracie, pentacampeã mundial de jiu-jítsu, e já conta com mais de 150 crianças carentes.
Ganhou cinco lutas no evento PRIDE, na Copa Company McDonald's de Judô, no Pan-americano de Jiu-Jítsu em 1997, no Campeonato Brasileiro de 1997 e no Campeonato Sem Kimono.

## Temperamento
Ryan formou-se faixa preta de jiu-jítsu nos primórdios da Gracie Barra no Rio de Janeiro junto de seu irmão Renzo Gracie e Ralph Gracie, depois mudou-se para São Paulo para representar a equipe em 1994. Desde então construiu seu império na capital paulista, hoje a Gracie SP conta com cerca de 60 filiais.
De acordo com a polícia, Ryan era uma pessoa de gênio bastante difícil.
Em março de 2000, Gracie ficou dezoito dias preso no Rio de Janeiro, sua cidade natal, acusado de esfaquear um lutador durante uma briga que destruiu uma casa de festas na Barra da Tijuca. O caso foi apurado e Ryan Gracie foi absolvido, pois a denúncia não procedia. Segundo testemunhas que estavam no local, a briga começou por volta da meia-noite com uma discussão perto da piscina da casa, localizada na Ilha da Fantasia. Marcus Vinícius Marins da Rosa, 26 anos, conhecido como "Chuck Noris do Méier" e figura conhecida por arranjar confusões, ficou provocando o lutador Ryan Gracie e acabou acontecendo a briga. Segundo relatos, a faca pertencia a Marcus Vinicius e na briga o lutador Ryan a tomou de Marcus e ele (Marcus) acabou se ferindo. Marcus já teve passagem pela polícia pelo mesmo fato. Acusou outra pessoa de ter lhe esfaqueado e ganhou uma boa soma em dinheiro devido a indenização.
Em 2005 foi preso em São Paulo, acusado de agredir fisicamente um policial civil e xingar uma delegada dentro do 78º DP, nos Jardins.
Numa de suas últimas lutas no Pride, Ryan xingou o juiz e o encarou demonstrando estar pronto para agredi-lo, por considerar errada a interrupção da luta que estava a seu favor. Os dois lutadores recomeçaram a luta em pé, e Ryan venceu seu adversário.
Teve muitas brigas fora de ringue com o lutador Jorge "Macaco" Patino, inclusive chegando a depredarem uma loja em uma dessas brigas.
Recentemente a equipe Ryan Gracie Team, entre 2014 a 2016 liderava com folga o Campeonato Paulista de Jiu Jitsu e tinha lutadores espalhados em diversos eventos de MMA no Brasil e no mundo.
O time Ryan Gracie faz parte de um conjunto de equipes da Família "RGA" (iniciais): Ryan Gracie Team, Renzo Gracie Team, Ralph Gracie, Roberto Gordo, Roger Gracie e Rilion Gracie. A Família unida com suas equipes, reúne quase 250 filiais espalhadas pelo Brasil e em todo o mundo, treinando lutadores e competindo em alto nível tanto no Jiu Jitsu como no MMA.
Ryan Gracie possuía uma rixa com o também lutador de Jiu Jitsu e vale-tudo/MMA, Wallid Ismail. A rixa entre ambos ganhou notoriedade no mundo da luta, com matérias, reportagens, inclusive desafios ao vivo feitos por ambas as partes em programas de televisão como a hora da luta que era apresentado por Jorge Guimarães, o "Joinha" e também no programa festa do Malandro que era apresentado pelo humorista Sérgio Malandro. Apesar das frequentes trocas de farpas e discussões entre Ryan Gracie e Wallid Ismail a luta entre ambos nunca chegou a acontecer.

## Morte
Ryan Gracie foi preso em 14 de dezembro de 2007, após ter uma crise de Síndrome do pânico e ter fugido pelas ruas de São Paulo. Na fuga, o atleta furtou um carro e depois tentou roubar uma moto, pois acreditava estar sendo perseguido.
Ryan foi contido por motoboys e preso. Segundo o delegado, o lutador foi medicado e dopado no local e demonstrou tranquilidade. No dia seguinte foi encontrado morto na delegacia. Segundo laudo do instituto médico legal de São Paulo (reproduzido abaixo), overdose de medicamentos ministrados por Dr Sabino Ferreira de Farias Neto, foi a a causa mortes do lutador. Ryan foi sepultado no Cemitério de São João Batista, em Botafogo, Rio de Janeiro.

### Laudo médico
O laudo foi divulgado em 18 de fevereiro de 2008.
O promotor do caso pretende acusar o psiquiatra que atendeu Ryan por homicídio doloso.
| “ | O que mais chama a atenção é a quantidade de drogas (remédios) que foram usadas ao mesmo tempo. Uma interage com a outra, o que pode aumentar o número de efeitos colaterais. Nesse caso, principalmente os cardíacos. O coração pode começar a bater fora do ritmo e entrar num quadro mais grave, que pode levar à parada cardíaca. | ” |

## Cartel no MMA
| Res.    | Cartel | Oponente           | Método                               | Evento               | Data                   | Round | Tempo | Local      | Notas |
| ------- | ------ | ------------------ | ------------------------------------ | -------------------- | ---------------------- | ----- | ----- | ---------- | ----- |
| Vitória | 5-2    | Yoji Anjo          | Finalização (chave de braço)         | Pride Shockwave 2004 | 31 de dezembro de 2004 | 1     | 8:33  | Saitama    |       |
| Vitória | 4-2    | Ikuhisa Minowa     | Decisão (dividida)                   | Pride Bushido 3      | 23 de maio de 2004     | 2     | 5:00  | Yokohama   |       |
| Vitória | 3-2    | Kazuhiro Hamanaka  | Nocaute (chute na cabeça)            | Pride Bushido 1      | 5 de outubro de 2003   | 1     | 7:37  | Saitama    |       |
| Vitória | 2-2    | Shungo Oyama       | Finalização Técnica (chave de braço) | Pride 22             | 29 de setembro de 2002 | 1     | 1:37  | Nagoya     |       |
| Derrota | 1-2    | Tokimitsu Ishizawa | Nocaute Técnico (lesão)              | Pride 15             | 29 de julho de 2001    | 1     | 4:51  | Saitama    |       |
| Derrota | 1-1    | Kazushi Sakuraba   | Decisão (unânime)                    | Pride 12             | 9 de dezembro de 2000  | 1     | 10:00 | Saitama    |       |
| Vitória | 1-0    | Tokimitsu Ishizawa | Nocaute (socos)                      | Pride 10             | 27 de agosto de 2000   | 1     | 2:16  | Tokorozawa |       |